# Messe des Morts (Gossec)
Pour les articles homonymes, voir Requiem (homonymie).
La Messe des Morts, Grande Messe des Morts ou encore  Missa pro Defunctis de François-Joseph Gossec, est un Requiem composé en 1760. Composition d'un jeune homme de vingt-six ans, qui avait déjà  été pionnier de la symphonie, la Grande messe tranche fortement avec les Requiem les plus de l'époque, ceux de Gilles et Campra, notamment par l'effectif requis et les effets d'orchestration.

## Histoire
Gossec compose la Messe des Morts pour une première exécution en mai 1760 au couvent des Jacobins de la rue Saint-Jacques, à l'occasion de la mort de Charlotte-Godefride-Élisabeth de Rohan Soubise, Princesse de Condé morte en mars 1760, à vingt-deux ans.
L’œuvre a été jouée une douzaine de fois de 1760 à 1792 dont, le 18 décembre 1784 à Saint-Eustache et deux en août 1789, pour « le repos de l’âme des frères morts pour la défense de la patrie » et deux fois en 1792 pour honorer les morts de la Bastille. Elle est produite pour des commémorations, une seule fois en concert en 1762 dans l’hôtel de Soubise, mais jamais lors de funérailles.
L'œuvre est reprise à Paris en 1805 et 1814 (pour les obsèques de Grétry), à Berlin en 1911 et à Wurtzbourg en 1932. Dans la période contemporaine, elle est parfois exécutée en Belgique, en l'honneur d'un musicien né, non pas en France, mais en Wallonie.
Cette ignorance d’une œuvre de grande qualité tient probablement tant au fait que Gossec est considéré comme un compositeur de second plan, qu'à la longueur de l’œuvre et à l’importance des effectifs requis.
Sa première édition, très soignée, comporte des indications de nuances, date de 1780 chez l’éditeur Henry, vingt ans après sa composition. Elle est rééditée deux fois, la troisième et dernière en 1785, chez Leduc.

## Analyse
La Messe des morts est généralement considérée comme la plus grande œuvre de Gossec. Cette composition de 1760, très novatrice, comporte des passages de style baroque, mais sa plus grande partie est comparable aux  œuvres de style viennois de la maturité de Haydn et de Mozart des années 1780, et anticipe Beethoven par endroits.

### Instrumentation
L'instrumentation est exceptionnellement importante pour l'époque. Elle requiert quelque deux cents exécutants, et annonce celles des Requiem de Berlioz et de Verdi.
L’orchestration indiquée, est celle de la partition gravée de la première édition, très soignée, qui ne comporte pas de bassons. Ceux-ci étaient certainement présents dans les exécutions du requiem, leur partie étant la doublure de la basse.
| Instrumentation de la Grande messe des morts de Gossec (édition de 1780)                              |
| Cordes                                                                                                |
| premiers violons, seconds violons, altos, violoncelles, contrebasses                                  |
| Bois                                                                                                  |
| 2 flûtes, 2 hautbois, 2 clarinettes                                                                   |
| Cuivres                                                                                               |
| 4 cors, 2 trompettes, 3 trombones                                                                     |
| Percussions                                                                                           |
| timbales                                                                                              |
| Voix                                                                                                  |
| Solistes : soprano, Contralto, ténor, basse Chœur : sopranos, altos, ténors et contre-ténors, basses. |

L'orchestration utilisée  par le compositeur, variable suivant les circonstances, était plus ample. L’orchestre fondé par Gossec, « La Société académique des Enfants d'Apollon » réunissant des musiciens amateurs et des professionnels, était composé de 60 à 80 musiciens, soit l’équivalent d’un orchestre symphonique mais pouvait être plus étoffée. Dans le Tuba mirum, l'orchestre était divisé en deux groupes éloignés, les cuivres et les clarinettes, éloignés sont situés à l'extrémité de na nef, dialoguant avec les hautbois et les cordes.
Gossec a donné ses impressions à la suite d’une exécution du 15 décembre 1784 dans l’église Saint-Eustache ayant réuni quelque deux-cent musiciens :

« On fut effrayé de l’effet terrible et sinistre de trois trombones réunis à quatre clarinettes, quatre trompettes, quatre cors et huit bassons cachés dans l’éloignement et dans un endroit élevé de l’église pour annoncer le jugement dernier, pendant que l’orchestre exprimait la frayeur par un frémissement sourd de tous les instruments à cordes. À cet effet terrible succéda bientôt dans l’orchestre un effet doux, suave et consolateur, produit par la réunion des flûtes aux clarinettes et cors. »

Cette impression est celle ressentie par les auditeurs  à la suite d’une exécution du 22 mars 1777, ainsi relatée par un chroniqueur du Journal de Paris :

« L’exécution a paru répondre à la beauté de la composition. Le Dies irae a eu tout l’effet que l’auteur pouvait en attendre ; mais l’Offertoire en a produit un que M. Gossec ignore sans doute et dont nous devons tenir compte. Le passage du psaume a été chanté par M. Richer ; le premier verset exprime l’effroi d’un cœur qui redoute la présence de son juge, et le suivant l’espérance de sa bonté ; la transition est faite avec tant d’art dans la ritournelle du second morceau, l’accent qui y est employé marque si sensiblement une espérance empreinte de crainte et d’inquiétude, et l’ensemble en est si mélodieux, qu’une jeune femme qui s’était fait expliquer le sens des paroles, a fondu en larmes. Elle a été remarquée par une partie des spectateurs ; cette espèce de succès n’est pas équivoque. »

### Structure
D’une durée d’exécution d’environ 90 minutes, Ce requiem est composé de vingt-cinq séquences qui ne suivent pas strictement le rituel. Ainsi Gossec omet le Kyrie et préfère la tradition gallicane et ibérique, avec les Pie Jesus et l'Offertoire.
I. Introduction orchestrale : grave en do majeur
II. Requiem en do mineur, chœur accompagné par les cordes avec sourdines
III. Te decet hymnus Deus, dialogue entre l’orchestre, les solistes, soprano et contralto, et le choeur.
IV . Exaudi, Largo en fa mineur passage en bel canto 
V . Requiem
VI. Et lux perpetua, Fugue en do mineur par le chœur accompagné par l’orchestre
La deuxième partie Dies iræ est la plus travaillée
VII. Dies iræ, en sol mineur.
VIII.  Tuba mirum , Baryton accompagné par l’orchestre divisé en deux groupes
IX. Mors stupebit
X. Quid sum miser, Récitatif de contralto suivi par un trio soprano, contralto et basse accompagnés par les hautbois
XI. Recordare
XII. Inter oves , solo de soprano
XIII. Confutatis, chœur
XIV. Oro supplex
XV. Lacrymosa, deux sopranos solos accompagnées par l’orchestre
XVI. Judicandus, Chœur et violons
XVII. Pie Jesu, qui se termine par un Amen fugué du chœur soutenu par les violons et violoncelles
XVIII. Vade et non reverde conspicio, Récitatif chanté par le ténor
L'Offertoire est une partie très lyrique à caractère de bel canto
XIX. Spera in deo, Air 
XX. Cedant hostes, chœur divisé accompagné par les cordes
Après l'Offertoire éclatant, la dernière partie de la messe, réservée dans le Sanctus, s'oriente ensuite vers plus d'ampleur et de majesté
XXI. Sanctus, plain-chant en fa majeur harmonisé chanté par le chœur
XXII. Pie Jesu, Chœur, d'abord seulement les ténors et basses, suivi de l’entrée de toutes les voix
XXIII. Agnus Dei, do majeur, 
XXIV, Lux aeternam, en do majeur chœur sans les sopranos
XXV, Requiem, chant des solistes, entrée de basse suivie par le ténor, l’alto et la soprano, se terminant par une fugue du chœur en do majeur.

## LaMesse des Morts, source d'inspiration duRequiem de Mozart?
Lors de ses séjours à Paris en 1763, 1766 et 1778, Mozart a rencontré Gossec, qu'il qualifie dans sa correspondance, de « très bon ami ». Il n'a probablement pas eu l'occasion d'assister à une exécution de l'œuvre, mais il en a vraisemblablement lu la partition de 1780, chez le baron Van Swieten, qui figure sur la liste des souscripteurs, dans l'annexe de cette édition.
Le musicologue Carl de Nys a mis en évidence les relations entre les deux œuvres.

## Discographie
- Grande Messe des Morts (Requiem, 1760) - Musica polyphonica, Chœur du Conservatoire de Maastricht, Bernadette Degelin, Greta de Reyghere, Kurt Widmer, Howard Crook, dir. Louis Devos (1986, Erato/Apex).
- Grande Messe des Morts – Coro della Radio Svizzera Gruppo Vocale Cantenus, Orchestra della Svizzera dir. Wolf-Dieter Hauschild (Cathédrale San Lorenzo de Lugano, 1998, Naxos)
- Missa pro defunctis – Chœur de chambre de Namur La Grande écurie et la Chambre du Roy, dir. Jean-Claude Malgoire (Chapelle royale de Versailles, 2002, Harmonia Mundi)